# Arsàmenes
Arsàmenes fou un príncep persa, fill del rei aquemènida Darios I el Gran de Pèrsia i d'Artistone (filla de Cir II el Gran). Fou el comandant de les unitats dels pobles dels utis i els mics a l'exèrcit de Xerxes I de Pèrsia que va anar a Grècia, o bé dels àrabs i etíops d'Egipte. Esquil parla d'un Arsames que fou el cap dels egipcis de Memfis en l'exèrcit de Xerxes, que probablement és el mateix príncep.